# Nicolò Corradini
Nicolò Corradini (Castello-Molina di Fiemme, 20 ottobre 1964) è un ex orientista italiano.
Tesserato alla FISO dal 1986 nel gruppo Fiamme Oro, è stato quattro volte campione mondiali di sci orientamento, quattro volte vincitore di Coppa del Mondo e diciannove volte Campione italiano.

## Biografia
Nel gennaio 1998 vinse la competizione internazionale di sci-orienteering svoltasi a Nakano in occasione del Festival internazionale della cultura nell'ambito dei Giochi olimpici di Nagano 1998. Nel 2006 è stato eletto nel Consiglio Nazionale del CONI. Nella vita privata è sposato, è padre di tre figli e gestisce un agriturismo nella Val di Fiemme, il suo territorio natale.

## Palmarès
- Mondiali

Val di Non 1994: oro nello sprint; oro nella lunga distanza;
Lillehammer 1996:  oro nella lunga distanza;
Windischgarsten 1998: bronzo nella lunga distanza
Krasnoyarsk 2000: oro nello sprint;